# 톰 믹스

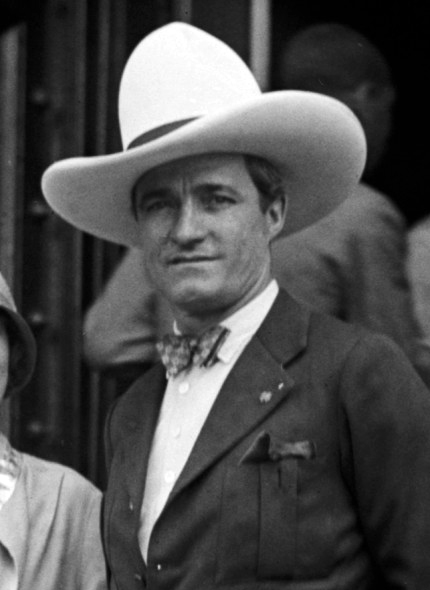

톰 믹스(Tom Mix, 1880년 1월 6일 ~ 1940년 10월 12일)는 미국의 배우, 영화배우, 각본가, 영화 프로듀서, 영화 감독이다.
펜실베이니아주에서 태어났으며 플로렌스에서 사망하였다. 사인은 교통사고이다. 포리스트 론 메모리얼 파크에 매장되었다.